# Shahnīz
Shahnīz (persiska: شهنيز) är en ort i Iran.   Den ligger i provinsen Kohgiluyeh och Buyer Ahmad, i den centrala delen av landet, 500 km söder om huvudstaden Teheran. Shahnīz ligger 1 964 meter över havet och antalet invånare är 737.
Terrängen runt Shahnīz är huvudsakligen kuperad, men åt sydväst är den bergig. Shahnīz ligger nere i en dal. Runt Shahnīz är det ganska tätbefolkat, med 75 invånare per kvadratkilometer. Närmaste större samhälle är Mārgown, 9,3 km sydost om Shahnīz. Omgivningarna runt Shahnīz är i huvudsak ett öppet busklandskap.